# 堀直旧
堀 直旧（ほり なおひさ、享保4年12月11日（1720年1月20日） - 延享5年6月20日（1748年7月15日））は、江戸時代中期の大名で、越後椎谷藩第4代藩主。椎谷堀家7代。椎谷藩2代藩主・堀直央の長男。正室はなし。通称は直四郎。初名は直喬。官位は従五位下、出雲守、式部少輔。

## 経歴
椎谷藩嫡子となり、享保15年（1730年）に叔父・直恒の死により家督を相続した。元文4年（1739年）に大番頭、延享2年（1745年）に若年寄に就任するなど幕閣の要職を務めたが、延享5年（1748年）に死去した。跡を直恒の長男（直旧の従弟）の直喜が継いだ。

## 系譜
父母
- 堀直央（実父）
- 堀直恒（養父）

養子
- 堀直喜 ー 堀直恒の長男